# Bratt Sinclaire
Bratt Sinclaire, de son vrai nom Andrea Leonardi (né le 26 avril 1967 à Milan) est un producteur italien d'Eurobeat et d'Italo disco. Il a produit un nombre impressionnant de chansons pour Super Eurobeat, la série de compilations dance la plus longue du monde. Il est le fondateur et directeur de son propre label SinclaireStyle, et l'un des trois cofondateurs du label Delta, l'un des plus reconnus du genre Eurobeat.

## Biographie
Andrea Leonardi est né le 26 avril 1967 à Milan, en Italie. Il s'intéresse dès le plus jeune âge à la musique, et en apprend la théorie qu'il enseignera par la suite. À l'origine, Sinclaire souhaitait lancer un groupe de hard rock, avant de s'intéresser à la musique électronique.
D'après le site web du label SinclaireStyle, Sinclaire lance sa carrière dans l'Eurobeat en 1990, lorsqu'il rejoint le label A.Beat-C en tant que producteur indépendant. Il est présent lorsque A.Beat-C établit un partenariat à long terme avec le label japonais Avex Trax, permettant ainsi au genre de s'étendre dans le marché musical international. Sinclaire, qui collabore fréquemment avec le fondateur d'A.Beat-C, Alberto Contini, composera plus de 200 chansons en l'espace de cinq ans. Il fait sa première apparition dans les Super Eurobeat (SEB) en 1991 dans le 17e volet de la série, Super Eurobeat Vol. 17, avec la chanson Up and Down (Extended Version), coécrite avec Contini.
En 1995, Sinclaire, lassé de sa carrière de producteur indépendant, lance le label Delta aux côtés des musiciens Laurent Newfield et Clara Moroni. À cette période, le succès de Delta se compare plus ou moins au partenariat A-Beat-C-Avex Trax. Sinclaire estime avoir composé plus de 280 différentes chansons en dix ans ; entretemps, il produit aux côtés de Maurizio De Jorio (alias Niko), la chanson à succès Night of Fire, récompensée dans les catégories « disque d'or de l'année », « album d'une série d'animation de l'année » et « produit spécial de l'année » par la Recording Industry Association of Japan en 2000. Night of Fire devient l'un des thèmes les plus célèbres de la scène Para Para, et est reprise par d'autres groupes comme Dream et Hinoi Team. La reprise de Dream est intitulée Night of Fire et celle de Hinoi Team en featuring avec Koricky est incluse sur le single DVD Night of Fire/Play with The Numbers publié en 2005.
En 2006, Sinclaire prend une pause d'un an afin de se consacrer à son déménagement vers Lecco, en Italie. Le 1er janvier 2008, il fonde son propre label, SinclaireStyle. Il collabore régulièrement avec De Jorio au studio de SinclaireStyle.
Hormis la série de compilations SEB, Sinclaire a également produit des chansons pour les albums SEB Presents en featuring avec des artistes japonais comme Ayumi Hamasaki et le groupe Every Little Thing. L'album Super Eurobeat Presents Ayu-ro Mix atteint la deuxième place de l'Oricon et devient le 38e album le plus vendu en 2000 avec 649 650 exemplaires. Super Eurobeat Presents Ayu-ro Mix 2 atteint la première place de l'Oricon et la 51e place des albums les plus vendus avec 433 030 exemplaires. Super Eurobeat Presents Euro Every Little Thing atteint la troisième place de l'Oricon.